# Besenyei Péter

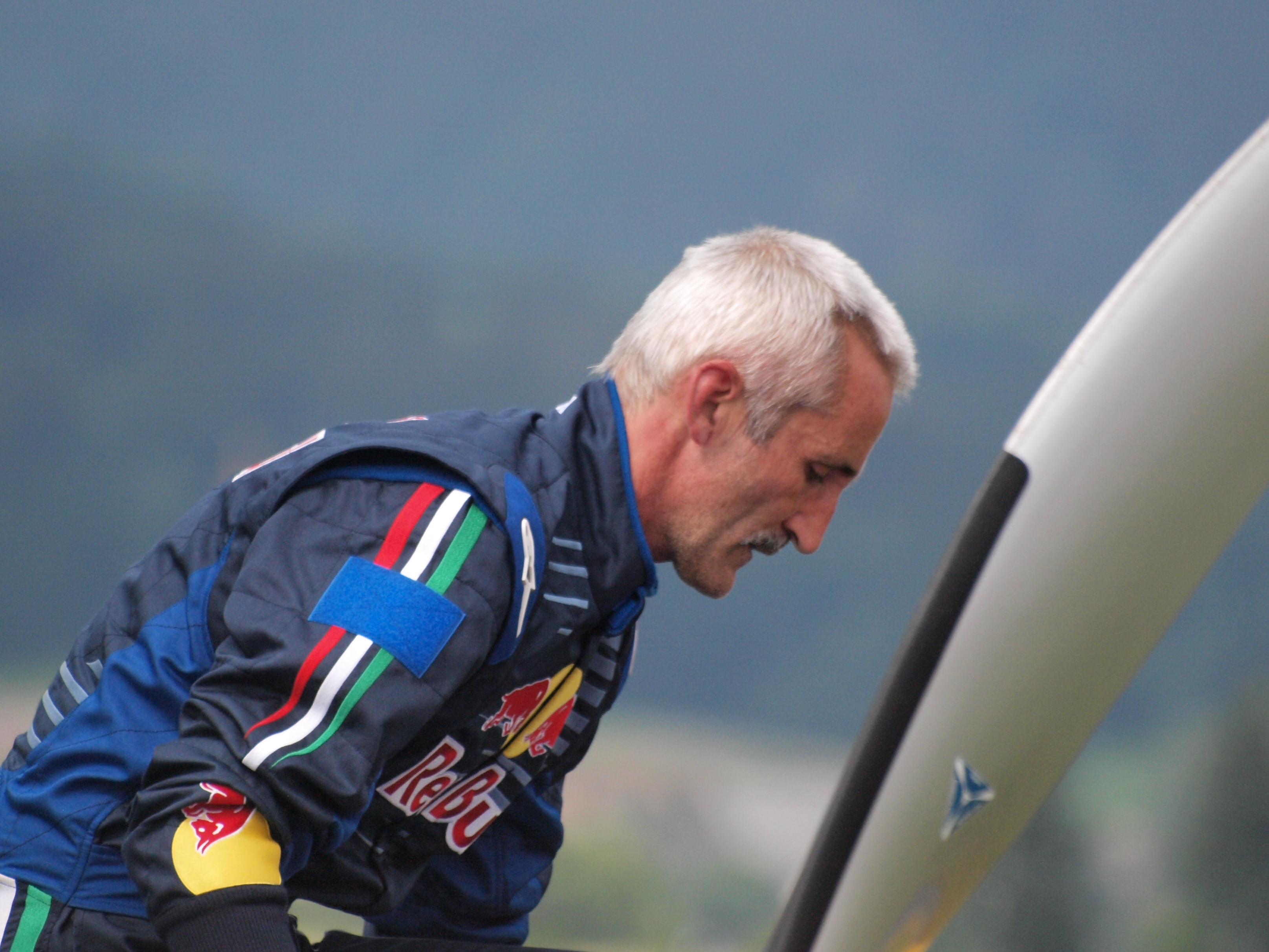
Besenyei Péter

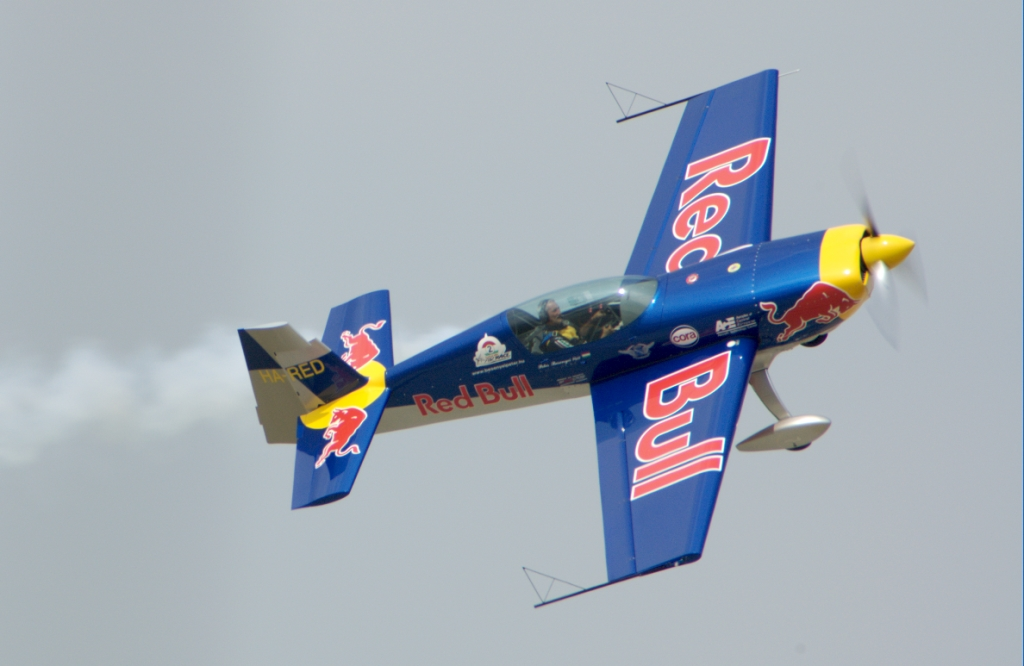
Besenyei Extra 300-zal repül

Besenyei Péter (Körmend, 1956. június 8. –) magyar műrepülő versenyző, repülőoktató, berepülőpilóta.

## Életpályája
Tizenöt éves kora óta repül, huszonkét éve hivatásos pilóta. Különböző repülőgép-típusokon eddig 7000 órát töltött a levegőben. Húszéves korában indult első versenyén – vitorlázógéppel –, ahol második lett. Első nemzetközi motoros műrepülő versenyén – 1982-ben az Osztrák Nemzeti Bajnokságon – minden versenyszámot megnyert. Ettől kezdve minden világ- és kontinens-bajnokságon a legeredményesebb magyar pilóta.
2015. október 19-én bejelentette visszavonulását.

## Eredményei
- Tízszeres magyar nemzeti bajnok
- Tizennyolc  alkalommal "az év sportolója" motoros műrepülésben
- 1994-ben a motoros műrepülő világbajnokságon összetettben harmadik, az ismert kötelező programban első helyezett
- 1995-ben a motoros műrepülő Európa-bajnokságon összetettben második,  az ismert kötelező programban első helyezett
- 1997–98-ban a FAI műrepülő világkupa összetett bajnoka
- 2000-ben a motoros műrepülő világbajnokságon összetettben a tizenhatodik, a négyperces szabadprogramban első helyezett
- 2001-ben műrepülő világkupa első helyezett

Európa-bajnokságokon, világbajnokságokon és világkupa-futamokon több mint harminc dobogós helyezést ért el. (A Világkupában az elmúlt évek versenyeredményei alapján a legjobb kilenc, korlátlan kategóriában repülő pilótának van joga indulni.)
Sporteredményei elismeréseként Göncz Árpád Köztársasági Elnöki Aranyéremmel tüntette ki, valamint a Nemzetközi Repülőszövetségtől megkapta a Paul Tissandier-diplomát. 2008-ban a Magyar Köztársasági Érdemrend lovagkeresztje kitüntetést vehette át.
Műrepülő bemutató programja a klasszikus és egyéni műrepülő elemek kombinációja; egyfajta improvizáció. A következő figurát mindig a pillanatnyi helyzetnek legjobban megfelelően választja. Minden bemutató más és más, sohasem repüli pont ugyanazt, de azért jellegében, stílusában félreismerhetetlenül besenyeis. Az abszolút szabad programban nyert már aranyérmet Európa-bajnokságon, világbajnokságon, valamint Világkupán is. Műrepülő bemutatóját a szakemberek a világ egyik legjobbjának – ha nem a legjobbnak – tartják.

## Red Bull Air Race
| Besenyei Péter a Red Bull Air Race Világkupában | Besenyei Péter a Red Bull Air Race Világkupában | Besenyei Péter a Red Bull Air Race Világkupában | Besenyei Péter a Red Bull Air Race Világkupában | Besenyei Péter a Red Bull Air Race Világkupában | Besenyei Péter a Red Bull Air Race Világkupában | Besenyei Péter a Red Bull Air Race Világkupában | Besenyei Péter a Red Bull Air Race Világkupában | Besenyei Péter a Red Bull Air Race Világkupában | Besenyei Péter a Red Bull Air Race Világkupában | Besenyei Péter a Red Bull Air Race Világkupában | Besenyei Péter a Red Bull Air Race Világkupában | Besenyei Péter a Red Bull Air Race Világkupában | Besenyei Péter a Red Bull Air Race Világkupában | Besenyei Péter a Red Bull Air Race Világkupában | Besenyei Péter a Red Bull Air Race Világkupában |
| Év                                              | 1                                               | 2                                               | 3                                               | 4                                               | 5                                               | 6                                               | 7                                               | 8                                               | 9                                               | 10                                              | 11                                              | 12                                              | Pontok                                          | Győzelmek                                       | Helyezés                                        |
| ----------------------------------------------- | ----------------------------------------------- | ----------------------------------------------- | ----------------------------------------------- | ----------------------------------------------- | ----------------------------------------------- | ----------------------------------------------- | ----------------------------------------------- | ----------------------------------------------- | ----------------------------------------------- | ----------------------------------------------- | ----------------------------------------------- | ----------------------------------------------- | ----------------------------------------------- | ----------------------------------------------- | ----------------------------------------------- |
| 2003                                            | 1.                                              | 1.                                              |                                                 |                                                 |                                                 |                                                 |                                                 |                                                 |                                                 |                                                 |                                                 |                                                 | 6                                               | 2                                               | 1.                                              |
| 2004                                            | 3.                                              | 3.                                              | 3.                                              |                                                 |                                                 |                                                 |                                                 |                                                 |                                                 |                                                 |                                                 |                                                 | 12                                              | 0                                               | 2.                                              |
| 2005                                            | 1.                                              | 2.                                              | 2.                                              | 1.                                              | 3.                                              | 4.                                              | 4.                                              |                                                 |                                                 |                                                 |                                                 |                                                 | 32                                              | 2                                               | 2.                                              |
| 2006                                            | 3.                                              | 1.                                              | 2.                                              | CAN                                             | 3.                                              | DQ                                              | 2.                                              | 2.                                              | 1.                                              |                                                 |                                                 |                                                 | 35                                              | 2                                               | 2.                                              |
| 2007                                            | 1.                                              | 5.                                              | 1.                                              | 5.                                              | CAN                                             | 3.                                              | 3.                                              | 4.                                              | 4.                                              | Egyesült Államok                                | CAN                                             | 7.                                              | 31                                              | 2                                               | 2.                                              |
| 2008                                            | 4.                                              | 8.                                              | 5.                                              | CAN                                             | 6.                                              | 4.                                              | 5.                                              | 7.                                              | CAN                                             | 7.                                              |                                                 |                                                 | 34                                              | 0                                               | 5.                                              |
| 2009                                            | 10.                                             | 4.                                              | DNS                                             | 10.                                             | 4.                                              | 8.                                              |                                                 |                                                 |                                                 |                                                 |                                                 |                                                 | 24                                              | 0                                               | 8.                                              |
| 2010                                            | 3.                                              | 10.                                             | 11.                                             | 10.                                             | 8.                                              | 9.                                              | CAN                                             | CAN                                             |                                                 |                                                 |                                                 |                                                 | 21                                              | 0                                               | 10.                                             |
| 2014                                            | 10.                                             | 11.                                             | 7.                                              | 7.                                              | 7.                                              | 12.                                             | 12.                                             | 12.                                             |                                                 |                                                 |                                                 |                                                 | 6                                               | 0                                               | 11.                                             |
| 2015                                            | 7.                                              | 13.                                             | 12.                                             | 6.                                              | 6.                                              | 8.                                              | 12.                                             | 13.                                             |                                                 |                                                 |                                                 |                                                 | 9                                               | 0                                               | 12.                                             |

Rövidítések:
- CAN: törölve
- DNP: nem vett részt
- DNS: nem mutatják
- DQ: kizárva
- NC: nincs osztályozva

## Repülőgép
Zivko Edge 540
Műszaki adatok:

Hossz: 6,30 m

Szárnyfesztávolság: 7,34 m

Tömeg: 530 kg

Teljesítmény: 344 LE

Végsebesség: 426 km/h

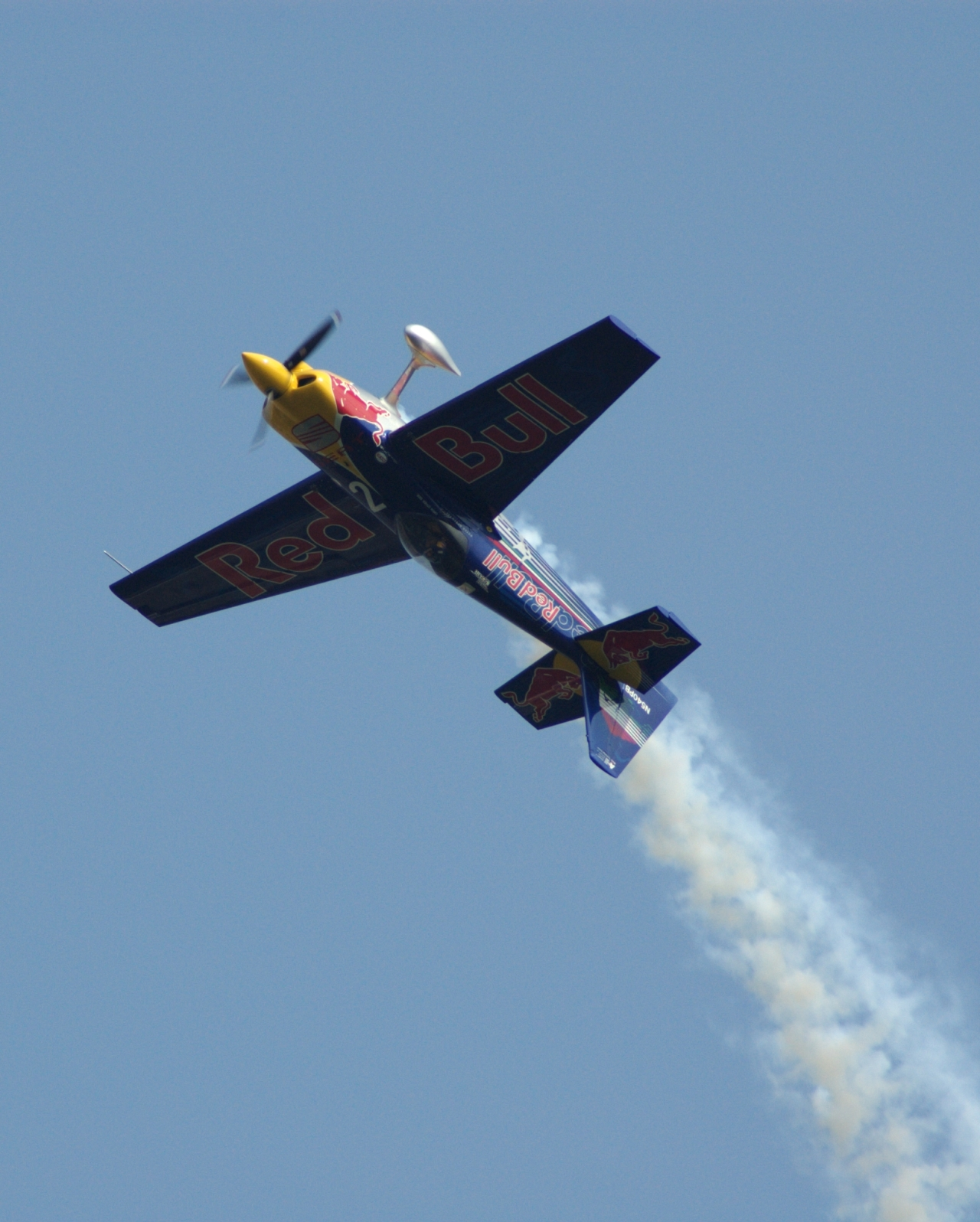
Edge 540

Orsózási sebesség: 420 fok/másodperc

Maximális g: ±12

Corvus Racer 540 műszaki adatok

Teljes hossz: 6571 mm

Magasság: 2500 mm

Szárnyfesztávolság: 7,4 m

Szárnyfelület: 9 m²

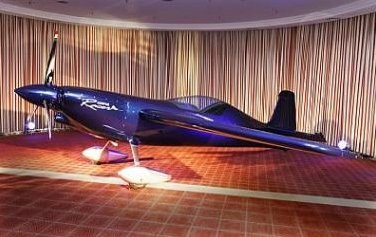
Corvus Racer 540

Maximális felszálló tömeg: 685 (700) kg

Terhelhetőség: +12, –12g

Motorteljesítmény: 345 LE

Légcsavar: 3 tollú állítható

Felszállási úthossz: 100 m

Emelkedőképesség: 18 m/s

Maximális sebesség: 450 km/h

Manőverezési sebesség: 330 km/h

Utazósebesség: 310 km/h (75%-os motorteljesítménynél)

## Életfilozófiája

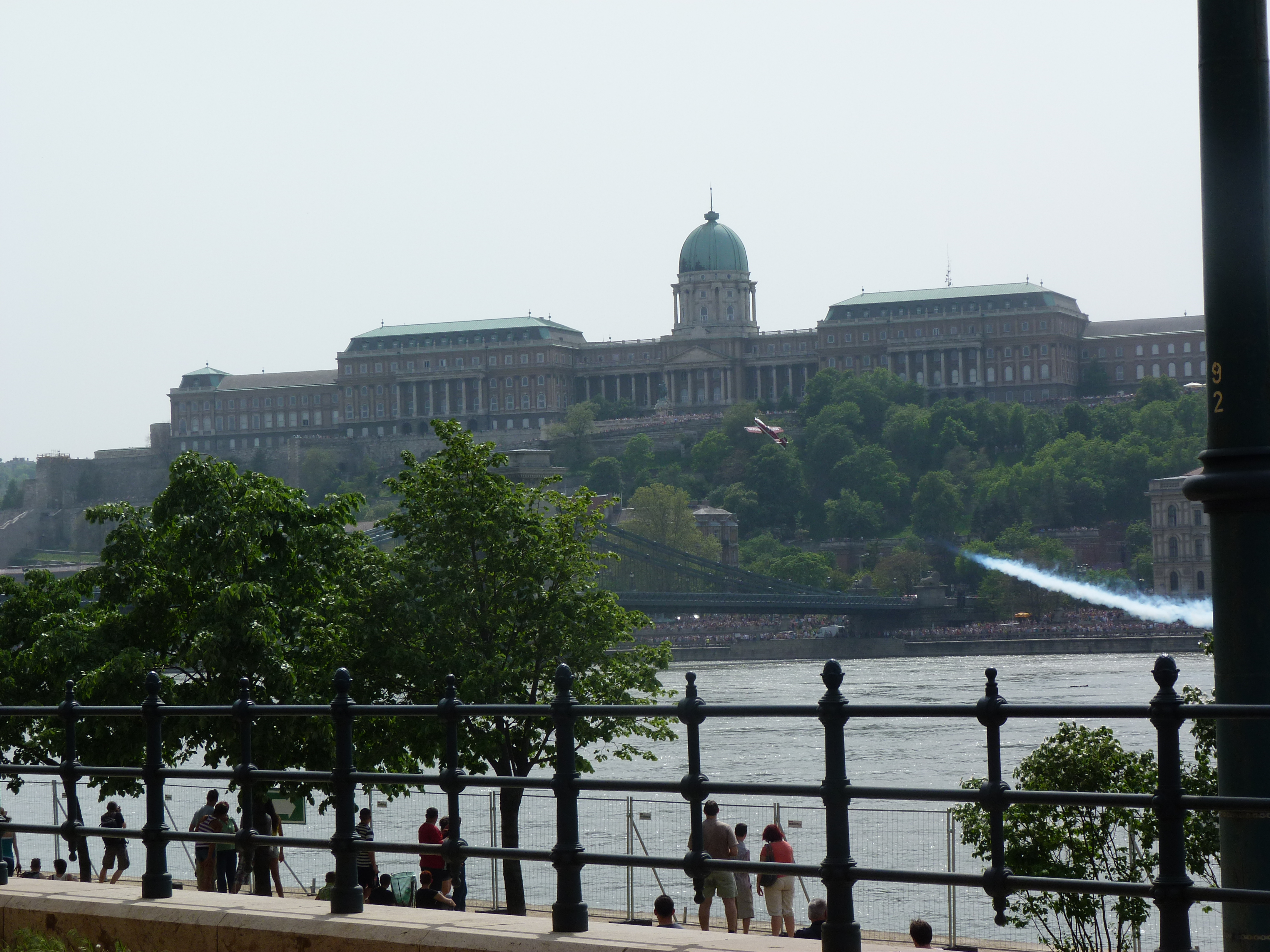
Besenyei Péter a Budavári Palota előtt - 2013

"A boldogság egyik alapja az elégedettség. Érhetünk el bármit, kaphatunk a sorstól bármi jót, ha azzal nem vagyunk elégedettek, boldogtalanságra vagyunk ítélve. De az elégedettség nem jelenti azt, hogy ülhetünk a babérjainkon, és nem kell törekednünk többre és jobbra."